# Biguá (futebolista)
Moacir Cordeiro, mais conhecido como Biguá (Irati, 22 de março de 1921 — Rio de Janeiro, 9 de janeiro de 1989), foi um futebolista brasileiro que atuou como lateral-direito.

## Carreira
Nascido em 22 de Março de 1921, Moacir Cordeiro (mais conhecido como "Biguá") começou sua carreira no extinto Savóia de Curitiba, logo se transferindo para o Flamengo, onde jogou 388 partidas e marcou 7 gols. Conhecido por ser um um hábil e dedicado lateral direito, Biguá já com 17 anos mostrava ter muito potencial, pois já era titular da equipe do Savóia de Curitiba, o que logo chamou atenção do Flamengo, no qual viraria ídolo. Ao chegar na equipe Rubro-Negra em 1941 rapidamente assumiu a titularidade, tendo até mesmo sido escalado como ponta direita em algumas ocasiões. Foi um dos principais jogadores no primeiro tricampeonato carioca conquistado pelo Flamengo (1942-1943-1944). Por ser um jogador que se movimentava muito, Biguá logo passou a conviver com constantes lesões, o que encurtou sua carreira, obrigando-o a encerrá-la em 1953 em jogo contra o Botafogo, no qual não conteve as emoções e saiu de campo aos prantos. 

## Morte
Morreu aos 67 anos no dia 9 de janeiro de 1989.

### Seleção Brasileira
Também atuou pela Seleção Brasileira de Futebol na disputa do Campeonato Sul-Americano de 1945, em que o Brasil terminou com o vice-campeonato.

## Títulos
Flamengo
- Campeonato Carioca: 1942, 1943, 1944[4] e 1953
- Torneio Relâmpago: 1943
- Troféu Cézar Aboud: 1948
- Troféu Embaixada Brasileira na Guatemala: 1949
- Troféu El Comite Nacional Olímpico da Guatemala: 1949
- Taça Cidade de Ilhéus: 1950
- Torneio Início do Rio de Janeiro: 1946, 1951 e 1952
- Elfsborg Cup: 1951
- Torneio Quadrangular de Lima: 1952
- Troféu Cidade de Arequipa: 1952
- Torneio Quadrangular da Argentina: 1953
- Torneio Triangular de Curitiba: 1953

## Campanhas de destaque
Seleção Brasileira
- Campeonato Sul-Americano de Futebol: 1945 (Vice-campeão)